# Állam Nélküli Népek Labdarúgó-szövetsége
A ConIFA (teljes nevén: The Confederation of Independent Football Associations, magyarul: Állam Nélküli Népek Labdarúgó-szövetsége) egy olyan sportszervezet, mely 2013-ban alakult Svédországban. Olyan (mikro)nemzetek, kisebbségek, hontalan népek vagy éppen a világ által el nem ismert államok mérkőznek meg egymással, akiknek a tagfelvételi kérelmét a FIFA elutasította. 2014-ben, Östersundban (Svédországban) rendezték az első világbajnokságot, melyet Nizza nyert meg. 2015 júniusában rendezték az első ConIFA Európa-bajnokságot, melynek rendezési jogát Magyarország kapta meg. Az Eb-n Padánia (Észak-Olaszország) került ki győztesen.

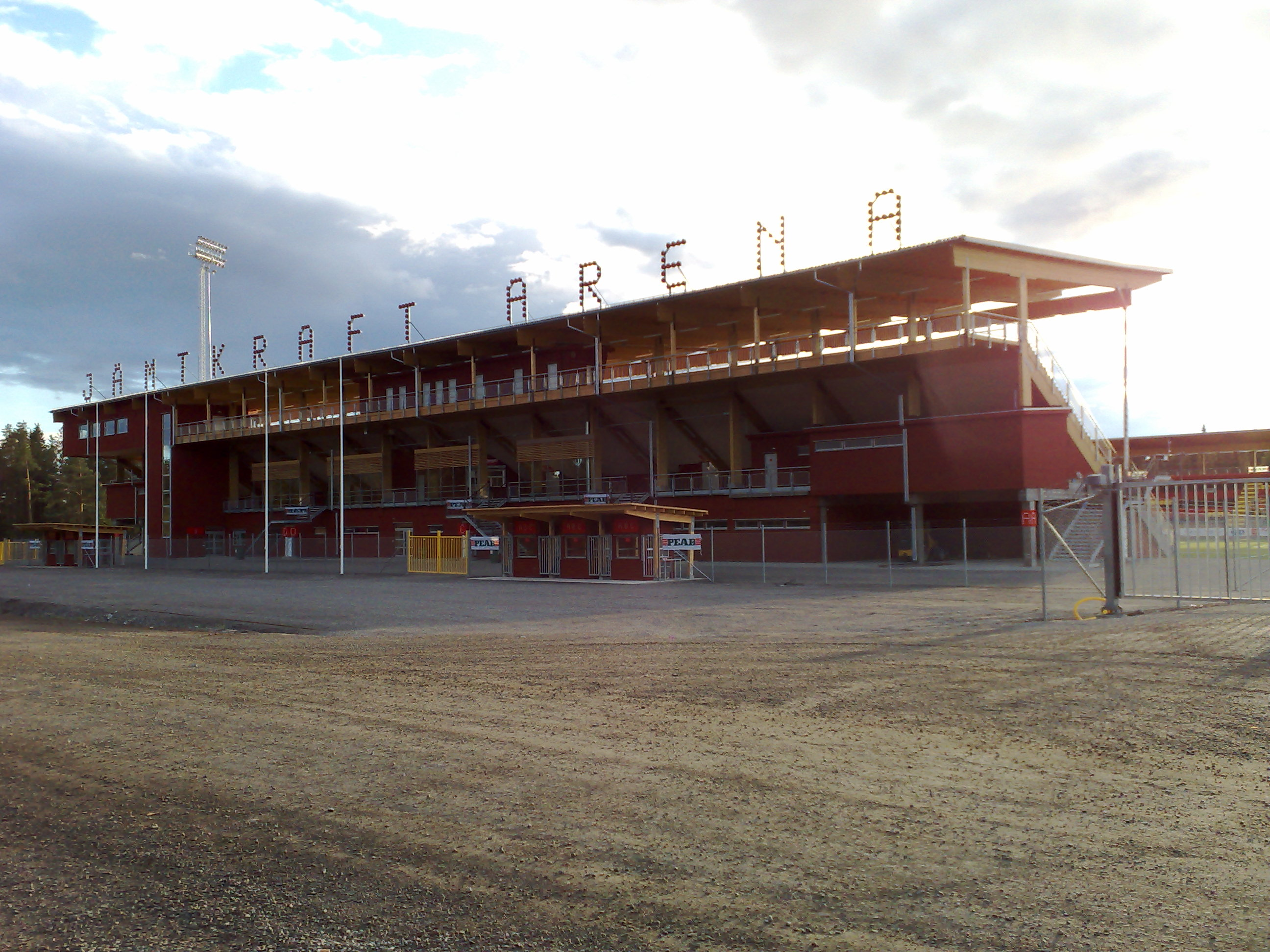
Az östersundi Jämtkraft Arena, ahol a 2014-es ConIFA labdarúgó-világbajnokság lezajlott

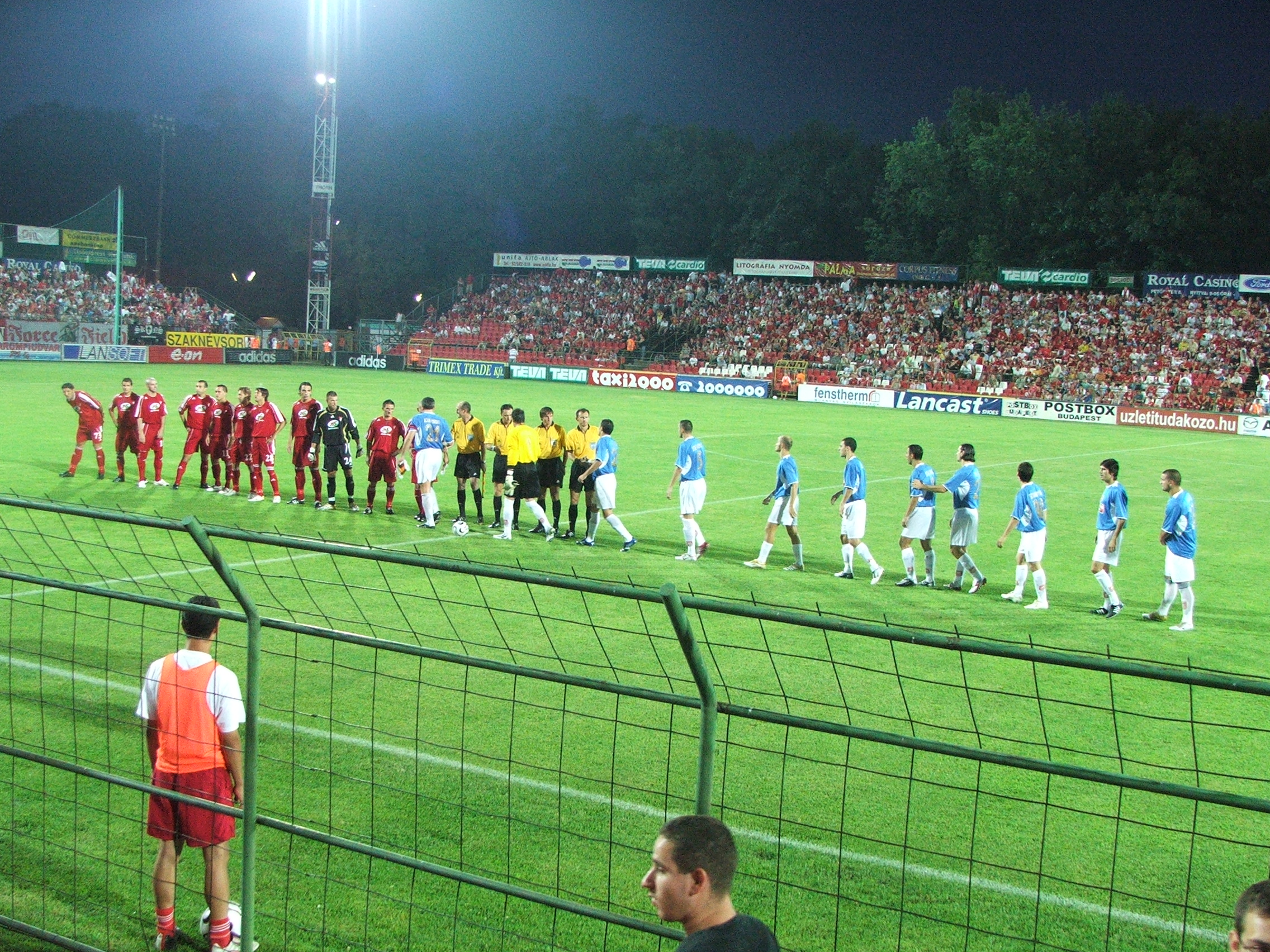
A debreceni Oláh Gábor utcai stadion volt az egyik, ahol a 2015-ös ConIFA labdarúgó-Európa-bajnokság mérkőzéseit lejátszották

## A ConIFA alapításának indoka és bemutatkozása
A sportszervezetet 2013. június 7-én alapították, és már egy évvel a megalakulása után nemzetközi megmérettetést szervezett. A magas szintű szakmai normáknak és az elszánt tagoknak köszönhetően a ConIFA a világ egyik vezető szervezete a különböző népeknek, nemzeteknek és az elszigetelt régióknak, amelyek megoszthatják egymással a nemzetközi futball örömét. A sportszervezet emellett még hozzájárul a globális kapcsolat javításához, illetve a nemzetközi megértéshez.

## Kitűzött feladatai
A ConIFA célja, hogy a népek, nemzetek, kisebbségek és az elszigetelt régiók között kapcsolatokat építsen. Szorosabbá tegyék a nemzetek közötti barátságokat, emellett megosszák egymással a kultúrájukat (is). A szervezet jelenleg is dolgozik azon, hogy a futballmérkőzéseken teljes fair playt láthassunk, illetve harcol a rasszizmus ellen is.

## Hivatalos ConIFA-tagok[5]
| Európa - Abházia - Yorkshire - Nizza - Man - Felvidék - Frankföld - Szardínia - Grönland - Helgoland - Luhanszk - Monaco - Hegyi-Karabah - Észak-Ciprus - Okszitánia - Padánia - Raetia - Roma labdarúgó-válogatott - Lappföld - Dél-Oszétia - Székelyföld - Dnyeszter - Nyugat-Örményország - Ticino kanton Kárpátalja | Afrika - Chagos-szigetek - Dárfúr - Szomáliföld - Zanzibár | Ázsia - Kelet-Turkesztán - Arámia - Iraki Kurdisztán - Nyugat-Pápua - Lezgek - Tibet - Ryukyu Királyság - Pandzsáb - Tamil Ílam | Amerika - Kaszkádia - Québec - Aymara - Argentínai örmény közösségek | Óceánia - Kiribati - Hawaii - Ausztrália őslakosai Tuvalu - NF-Tanács - 2016-os ConIFA labdarúgó-világbajnokság Ez a szócikk részben vagy egészben a Confederation of Independent Football Associations című angol Wikipédia-szócikk fordításán alapul. Az eredeti cikk szerkesztőit annak laptörténete sorolja fel. Ez a jelzés csupán a megfogalmazás eredetét és a szerzői jogokat jelzi, nem szolgál a cikkben szereplő információk forrásmegjelöléseként. 1. 2. 3. 4. 5. |